# 평양 조씨 석실공 조철산 묘역
평양 조씨 석실공 조철산 묘역은 대한민국 경기도 성남시 중원구 여수동에 있다. 2016년 2월 18일 성남시의 향토문화재 제14호로 지정되었다.

## 개요
조철산 묘(左)는 부인 인천이씨의 묘(右)와 쌍분으로 조성되어 있다. 조철산의 묘표는 조선 세조 14년(1468), 인천이씨(仁川李氏, ?~1473)의 묘표는 성종 5년(1474)에 세워진 것으로 세워진 연대가 확실한 성남 지역 내의 묘표 중 가장 오래된 것이다. 묘역은 이외에도 상계의 용미, 사성, 봉분, 상석, 향로석, 계체석, 문인석, 장명등 등으로 구성되어 있으며 15세기 중반 조선의 전통적인 무덤 형식을 잘 갖추고 있다.